# 藤原親子
藤原 親子（ふじわら の しんし、または、ふじわら の ちかこ、1021年（治安元年） - 1093年11月12日（寛治7年10月21日））は、平安時代の女官である。魚名流藤原氏大和守・藤原親国の娘。東宮大進・藤原隆経の妻。六条修理大夫藤原顕季の母。

## 経歴
前半生については詳細不明。1053年（天喜元年）東宮尊仁親王（後の後三条天皇）に第一皇子（後の白河天皇）が誕生した際、藤原実政の妹や源定良の娘等と共に乳母となる。生母藤原茂子や他の乳母が早世したため、親子は皇子の「唯一の母」として、大きな存在感を持つこととなった。摂関家との縁の薄い皇子が政界に力を持つことは予想されていなかったが、後冷泉天皇に跡継がなく、1068年（治暦4年）後三条天皇が即位すると皇子は親王宣下を受けて貞仁親王となり、翌年立太子。親子も東宮の乳母として従五位下の位階を得た。更に、1073年（延久4年）、後三条天皇の譲位により東宮が即位すると、親子は正三位という破格の待遇を受けることとなった。1087年（応徳3年）天皇が譲位しつつ権力を掌握し院政を開始すると、親子の子である藤原顕季も院の近臣として力をつけ、六条藤家の祖となった。「太上天皇唯一之御乳母」と呼ばれた親子の位階は従二位にまで上がるが、晩年は出家して後生を祈る生活に専念した。

## 逸話
- 白河天皇が凶日に生まれたため、親子は乳母としての初出仕に、同じく凶日を選んだという[* 1]。
- 善勝寺供養願文に「浄土広懸望於阿弥尊、依被聴女身往生也」と記した。これを、男子に変成することを要しない、女人往生の先駆的な表現ではないかとする研究者もある[2]。

## 歌集
- 重要文化財 『紙本墨書従二位藤原親子歌合』〈寛治五年十月十三日〉1941年7月3日指定
  - 『従二位親子草子合』とも。1091年（寛治5年）10月13日、藤原親子主催（一説に藤原顕季主催）。親子の作品が含まれているかどうかは不明。